# Ousseynou Niang
Pour les articles homonymes, voir Niang.
Ousseynou Niang, né le 12 octobre 2001 à Ziguinchor au Sénégal, est un footballeur sénégalais qui joue au poste de attaquant à l'Union Saint-Gilloise.

## Biographie
Ousseynou Niang Est né à Ziguinchor dans le département de la Casamance. il intègre très tôt l’académie du Diambars fc

### Carrière en club
C'est au sein du club de Diambars Football Club qu'Ousseynou Niang va être formé, avant de finir par intégrer l'effectif professionnel dans le courant de la saison 2019-2020. Il participe à sa première compétition africaine en 2021-2022 a la Coupe de la confédération face au Enyimba Aba il rentre en cours de jeu.
En 2022 il rejoint le FK Auda en Lettonie il joue en Première division, remportant la première coupe nationale du club, il délivre une passe décisive en finale, victoire 1 à 0 
Avant d’être vendu à la fin de l’année 2023. Il signe au Riga FC, il se blesse au genou à la mi-saison, 2023 il reviendra début, 2024 ils finiront la saison, vice champions se qualifiant pour la Ligue Conférence de l'UEFA, Pour son premier match en coupe européenne pour les 2e tour du match aller, il inscrit son premier but victoire 1 à zéro. Mais ils échoueront au match retour, il ne finira pas la saison puisqu’il est vendu.
Il signe au clubs belge du Royale Union saint-gilloise. Pour 5 saisons dont une avec option.

### Carrière en sélection
Il est convoqué en sélection pour disputer la Coupe du monde de football des moins de 20 ans 2017 ils font un match nul contre la Corée-du-Sud en vue de  préparation puis ils atteignent les Huitièmes de finale
En 2019, il est de nouveau convoqués pour participer à la Coupe d'Afrique des nations de football des moins de 20 ans, il sera élu homme du match pour son premier match face au Mali, où il sortent victorieux. Puis il sera de nouveau nommé homme du match en demi-finale face à l’Afrique du Sud il délivre une passe décisive, avant d’échoué en finale face au Mali au tir au but ,équipe qu’il avaient battu en face de groupe. Qualifié de nouveau pour la Coupe du monde de football des moins de 20 ans en 2019 ils atteignaient le quart de finale , avec trois victoires et un nul ils seront éliminé aux tirs au but.
En 2022 il est appelé avec la sélection U23 ,pour participe a deux match amicaux, pour les préparatifs, en vue d’une Coupe d'Afrique des nations de football des moins de 23 ans, après avoir passé les deuxième tour des qualifications face au Burkinabé, ils se font remonter au score au troisième tour du match retour face au Mali.

## Palmarès
- Vainqueur de la Coupe de Lettonie en 2022
- Finaliste de la Coupe d'Afrique des nations junior en 2019
- Vice champion du Championnat de Lettonie en 2024.
- Champion du Championnat de Belgique en 2025
- Finaliste de la Supercoupe de Belgique de football en 2025